# Pano Żelew
Pano Żelew (bg. Пано Желев; ur. 14 listopada 1946) – bułgarski zapaśnik walczący w stylu wolnym. Zajął szóste miejsce na mistrzostwach świata w 1974. Złoty medalista mistrzostw Europy w 1974 roku. 